# Campeonato Mundial de Rugby M19 División A de 1993
El Campeonato Mundial de Rugby M19 de 1993 se disputó en Francia y fue la vigésima quinta edición del torneo en categoría M19.

## Zona Campeonato
- Los perdedores avanzan a la semifinal del 5° al 8° puesto

| 7 de abril | Francia | 97 - 6 | República Checa |  |  |

| 7 de abril | Polonia | 22 - 8 | España |  |  |

| 7 de abril | Argentina | 50 - 7 | Rumania |  |  |

| 7 de abril | Italia | 15 - 3 | Uruguay |  |  |

### Semifinal 5° al 8° puesto
| 9 de abril | Rumania | 27 - 16 | Uruguay |  |  |

| 9 de abril | España | 31 - 14 | República Checa |  |  |

### Semifinales Campeonato
| 9 de abril | Francia | 70 - 3 | Polonia |  |  |

| 9 de abril | Argentina | 37 - 6 | Italia |  |  |

### Séptimo puesto
| 11 de abril | Uruguay | 39 - 15 | República Checa |  |  |

### Quinto puesto
| 11 de abril | Rumania | 33 - 8 | España |  |  |

### Tercer puesto
| 11 de abril | Italia | 55 - 15 | Polonia |  |  |

### Final
| 11 de abril | Francia | 29 - 31 | Argentina |  |  |

| Bandera de Argentina |
| Campeón Argentina    |
| Quinto título        |

## Zona 9° al 16° puesto
- Los perdedores avanzan a la semifinal del 13° al 16° puesto

| 7 de abril | Bélgica | 23 - 10 | Taiwán |  |  |

| 7 de abril | Alemania | 20 - 3 | Suecia |  |  |

| 7 de abril | Paraguay | 15 - 9 | Marruecos |  |  |

| 7 de abril | Portugal | 48 - 3 | Dinamarca |  |  |

### Semifinal 13° al 16° puesto
| 9 de abril | Marruecos | 34 - 0 | Suecia |  |  |

| 9 de abril | Taiwán | 54 - 9 | Dinamarca |  |  |

### Semifinales 9° al 12° puesto
| 9 de abril | Bélgica | 22 - 10 | Portugal |  |  |

| 9 de abril | Paraguay | 19 - 3 | Alemania |  |  |

### 15° puesto
| 11 de abril | Dinamarca | 24 - 16 | Suecia |  |  |

### 13° puesto
| 11 de abril | Portugal | 34 - 3 | Alemania |  |  |

### 11° puesto
| 11 de abril | Marruecos | 27 - 3 | Taiwán |  |  |

### Definición 9° puesto
| 11 de abril | Bélgica | 43 - 15 | Paraguay |  |  |